# In for the Kill
Az In for the Kill az angol elektropop formáció, a La Roux második kislemeze bemutatkozó albumukról, a La Roux-ról. Az Egyesült Királyságban 2009. március 16-án jelent meg. Két dubstep producer, Skream és Skrillex is készített remixet a számból.
A szerzeménnyel a La Roux 2011-ben megnyerte a "Legjobb dance felvétel" díjat a 2011-es Grammy Awards-on.

## Háttér
Elly Jackson énekesnő az Xfm rádió műsorában mesélt a dalról:
„Arról szól, hogy elmondod valakinek, hogy mennyire nem érdekel, mit kapsz vissza, és nem akarod megtudni, hogy akarnak-e vagy sem.” A dalra jelentős hatást gyakorolt a Pole Position, egy 80-as évekbeli rajzfilm. A videóklip egyfajta tiszteletadás a rajzfilm felé. Az In for the Kill a Chanel Haute Couture Fall Winter 2009/2010-es divatműsorban is megjelent.

## Fogadtatása
A szerzemény pozitív kritikákat gyűjtött be. David Balls szerint a "kissé furcsa, végtelenül izgalmas" és szerinte "sikerült old-school és futurisztikus hangzást biztosítani egyszerre."  Francis Jolley így vélekedett a számról: "80-as évek szinti-popja a lehető legragyogóbban", és a "legizgalmasabb kislemez"-nek nevezte. Cam Lindsay a számot így jellemezte: "jeges woo hangok és pulzus-szerű háttérzene" melyek "remek"-ké teszik szerinte a felvételt.

## Videóklip
A videóklipet (a Quicksand-hez hasonlóan) Kinga Burza rendezte. A 80-as évek által inspirált kisfilmben Jackson egy Toyota MR2-t vezetve énekel éjjel. A második videó (amerikai változat) 2010. október 7-én jelent meg más vokálokkal. A klipet egy New York-i hotelben vették fel.

## Alternatív változatok
A dubstep producer, Skream készített a dalból egy remixet, mely a Let's Get Ravey nevet kapta, és a CD kislemezen is helyet kapott. Skream és a francia zenész,  Lifelike is átdolgozta a dalt. 2010. október 12-én egy Kanye West közreműködésével készült verzió is napvilágot látott.

## Számlista és formátumok
| - Brit CD kislemez 1. In for the Kill – 4:08 2. In for the Kill (Skream's Let's Get Ravey Remix) – 5:05 - Brit iTunes EP 1. In for the Kill – 4:10 2. In for the Kill (Skream's Let's Get Ravey Remix) – 5:04 3. In for the Kill (That Doesn't Sound Like Skream's Remix) – 3:27 - Brit limitált kiadású 7" lemez A. In for the Kill – 4:08 B. In for the Kill – 4:08 - Francia iTunes kislemez és 12" kislemez 1. In for the Kill (Lifelike Remix) – 6:08 | - Francia EP 1. In for the Kill – 4:10 2. Quicksand – 3:06 3. In for the Kill (Lifelike Remix) – 6:09 4. In for the Kill (That Doesn't Sound Like Skream's Remix) – 3:26 5. Quicksand (autoKratz Drags to Riches Remix) – 4:40 6. Quicksand (Beni's Sinking at 1.56 Mix) – 4:16 7. In for the Kill (Skream's Lets Get Ravey Remix) – 5:03 - US iTunes remix EP 1. In for the Kill (Skream's Let's Get Ravey Remix) – 5:01 2. In for the Kill (Tim Bran Remix) – 3:43 3. In for the Kill (Danger's Ocean Remix) – 4:16 4. In for the Kill (Skrillex Remix) – 5:11 |

## Elért helyezések
| Slágerlisták (2009–10)         | Legjobb helyezés |
| ------------------------------ | ---------------- |
| Ausztrál kislemezlista         | 36               |
| Osztrák kislemezlista          | 53               |
| Belga kislemezlista (Flandria) | 43               |
| Európai Hot 100 kislemezlista  | 9                |
| Német kislemezlista            | 92               |
| Ír kislemezlista               | 13               |
| Norvég kislemezlista           | 11               |
| Szlovák rádiós lista           | 68               |
| Brit kislemezlista             | 2                |
| US Hot Dance Club Songs lista  | 1                |

## Megjelenések
| Ország             | Dátum                | Kiadó                                  | Formátum                                     |
| ------------------ | -------------------- | -------------------------------------- | -------------------------------------------- |
| Egyesült Királyság | 2009. március 15.    | Polydor                                | Digitális EP                                 |
| Egyesült Királyság | 2009. március 16.    | Polydor                                | CD kislemez 7" kislemez                      |
| Franciaország      | 2009. április 20.    | Kitsuné Music                          | Digitális kislemez 12" kislemez              |
| Franciaország      | 2009. április        | Kitsuné Music                          | EP                                           |
| Egyesült Államok   | 2010. szeptember 14. | Cherrytree Records, Interscope Records | Digitális EP                                 |
| Egyesült Államok   | 2010. november 2.    | Cherrytree Records, Interscope Records | Digitális kislemez (közreműködik Kanye West) |